# Государственный строй Ливана
Согласно конституции, Ливан является парламентской республикой. Законодательная власть принадлежит парламенту (палате депутатов), исполнительная власть – принадлежит Совету министров, который осуществляет её согласно положениям, установленным настоящей Конституцией. Судебная власть представлена судами различных инстанций.
Особенностью конституционной системы Ливана является конфессиональный принцип, в соответствии с которым при назначениях на высшие государственные посты соблюдается определённый баланс между представителями различных религиозных общин. Он был закреплён в «Национальном пакте» — соглашении, заключённом в 1943 году между президентом страны и премьер-министром. В соответствии с данным соглашением, пост президента должен занимать маронит, премьер-министра — суннит, председателя парламента — шиит, заместителей премьер-министра и председателя парламента — православные и т. д. Соответствующая норма представительства от различных общин установлена в парламенте, правительстве и при распределении мест в отдельных министерствах и ведомствах.

## Законодательная власть
Законодательная власть в Ливане представлена Палатой представителей (араб. مجلس النواب‎) — парламентом, который состоит из 128 депутатов, избираемых прямым голосованием на четырёхлетний срок. В Палате заседают 64 мусульманина (27 суннитов, 27 шиитов, 8 друзов и 2 алавита) и 64 христианина (34 маронита, 14  православных, 8 грекокатоликов, 5 армян-григориан, 1 армянин-католик, 1 протестант, а также ещё 1 христианин по усмотрению). Парламент избирает президента, утверждает состав правительства и контролирует его деятельность, рассматривает важнейшие международные договоры и соглашения до ратификации их президентом, избирает членов Верховного суда, утверждает законы и государственный бюджет республики.

## Глава государства
Президент избирается Ассамблеей представителей на 6-летний срок, причём одно лицо не может дважды занимать этот пост. Дважды в истории Ливана это правило нарушалось: в 1995 на 3 года был продлён срок пребывания у власти Элиаса Храуи, а также в 2004 президентские полномочия до 23 ноября 2007 года были продлены для Эмиля Лахуда.
Глава государства разрабатывает основы политики страны, назначает и смещает министров и руководителей местной власти. Президент имеет право досрочно распустить парламент, ввести в действие любой срочный законопроект, утвердить чрезвычайные и дополнительные ассигнования средств. Глава государства может отложить вступление в силу парламентского закона (для преодоления вето президента необходимо набрать абсолютное большинство голосов парламентариев). Президент ведёт переговоры о заключении международных договоров и ратифицирует их после рассмотрения парламентом, назначает послов Ливана за рубежом, обладает правом помилования и другими правами. 
Конституция предусматривает возможность выдвижения парламентом обвинения против президента перед Верховным судом в случае нарушения им конституции или государственной измены. Для выдвижения такого обвинения необходима поддержка не менее двух третей членов парламента.

## Исполнительная власть
Правительство Ливана — Совет, или кабинет министров. Оно возглавляется премьер-министром. Президент по представлению парламента назначает премьер-министра и его первого заместителя. После консультаций с президентом и парламентом премьер-министр формирует кабинет министров по принципу религиозного квотирования. Состав кабинета официально утверждается президентом; правительство должно получить вотум доверия в парламенте. Премьер-министр вносит законопроекты в парламент (по согласованию с президентом). 

## Судебная власть
Судебная система Ливана состоит из уголовных и гражданских, а также административных судов. Параллельно существуют суды религиозных общин, которые самостоятельно действуют в рамках своей компетенции.